# Etheostoma wapiti
The boulder darter (Etheostoma wapiti) là một loài cá thuộc họ Percidae. Nó là loài đặc hữu của Hoa Kỳ. It is bản địa của the Elk River System.